# Nothroctenus marshi pygmaeus
Nothroctenus marshi là một phân loài nhện trong họ Ctenidae.
Loài này thuộc chi Nothroctenus. Nothroctenus marshi pygmaeus được Embrik Strand miêu tả năm 1909.